# Keve Hjelm

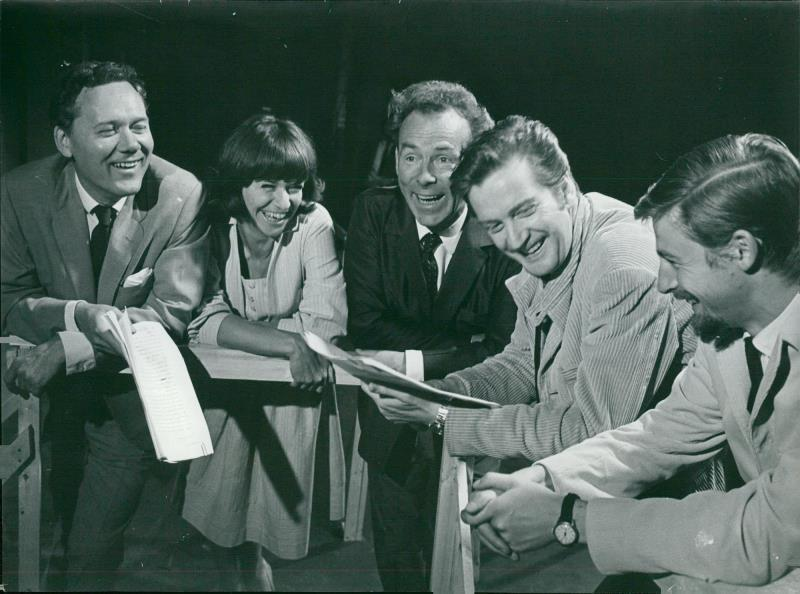
Olof Thunberg, Gun Arvidsson, Nils Poppe, Keve Hjelm y Akke Nordwall

Karl Evert Hjelm (23 de junio de 1922 - 3 de febrero de 2004) fue un actor, director y profesor teatral de nacionalidad sueca. 

## Biografía
Su verdadero nombre era Karl Evert Hjelm, y nació en el Municipio de Gnesta, Suecia. Tras cursar estudios en la Universidad de Estocolmo, trabajó en la compañía teatral Studentteatern en 1944–1945, dirigió obras en el Boulevardteatern en 1946–1948 y aprendió dirección en el Teatro Dramaten en 1948–1950. Después trabajó en el Stadsteater de Helsingborg (1950–1952), en el Norrköping-Linköping stadsteater (1952–1953), en el Teatro Municipal de Gotemburgo (1955–1961) y en el Stadsteater de Estocolmo (1961–1969). Desde 1969 fue actor y director en el Teatro Dramaten.
Hjelm fue también director de teatro televisivo desde 1961 a 1974. En 1979 dirigió la serie televisiva Godnatt, jord, basada en una novela de Ivar Lo-Johansson. La serie costó más de lo previsto y recibió malas críticas. Aun así, Hjelm recibió un Premio Guldbagge por la misma. En 1988 dirigió su última producción televisiva, Fordringsägare.
Como actor de cine, Hjelm debutó en 1943 con la cinta de Hampe Faustman Natt i hamn. Entre sus papeles más conocidos figuran el de Simon en la película de Gösta Folke På dessa skuldror (1948 ) y el del padre en la dirigida por Bo Widerberg Kvarteret Korpen (1963). Por esta última recibió en 1964 el Premio Guldbagge al mejor actor. También fue Erik Ask en la serie televisiva dirigida por Jonas Cornell Babels hus (1981), el director general en el telefilm de Lennart Hjulström Undanflykten (1987), y Alfred Hall en la película de Göran Carmback 1939 (1989). Su última película, estrenada póstumamente en 2005, fue Blodsbröder, dirigida por Daniel Fridell.
Entre los años 1987 y 1988 fue rector de la Teaterhögskolan de Estocolmo, en la que enseñó diseño escénico en 1988. Sus artículos teatrales se recogen en el volumen Dionysos och Apollon – tankar om teater. 
Keve Hjelm falleció en el Municipio de Botkyrka, Suecia, en el año 2004. Fue enterrado en el Cementerio de Tullinge. Era padre de la actriz Åsa-Lena Hjelm y de Kåre Hjelm.

## Filmografía

### Director
- 1961 : Utan fast bostad (TV)
- 1961 : Soldaten och kvinnan (TV)
- 1962 : Dödsdansen (TV)
- 1963 : Medea (TV)
- 1963 : Isak Juntti hade många söner (TV)
- 1964 : Henrik IV (TV)
- 1965 : Sissan (TV)
- 1967 : Fadren (TV)
- 1968 : Lärda fruntimmer (TV)
- 1969 : Fröken Julie (TV)
- 1970 : Tretton dagar (TV)
- 1971 : Paria (TV)
- 1974 : Karl XII (TV)
- 1979 : Godnatt, jord (TV)
- 1988 : Fordringsägare

### Actor
- 1943 : Natt i hamn
- 1943 : Det spökar - det spökar ...
- 1946 : När ängarna blommar
- 1947 : Får jag lov, magistern!
- 1947 : Krigsmans erinran
- 1947 : Tösen från Stormyrtorpet
- 1947 : Rallare
- 1948 : På dessa skuldror
- 1949 : Gatan
- 1949 : Kvinnan som försvann
- 1950 : Flicka och hyacinter
- 1951 : Sköna Helena
- 1953 : Foreign Intrigue (TV)
- 1954 : Flottans glada gossar
- 1954 : Vår hälsa
- 1956 : Nattbarn
- 1957 : Aldrig i livet
- 1957 : En drömmares vandring
- 1958 : Vi på Väddö
- 1959 : Brevet
- 1961 : Soldaten och kvinnan (TV)
- 1962 : Paria (TV)
- 1963 : Kurragömma
- 1963 : Kvarteret Korpen
- 1963 : Misantropen (TV)
- 1963 : Mordvapen till salu
- 1963 : Smutsiga händer (TV)
- 1964 : Bandet (TV)
- 1964 : Dansen kring Guldbaggen
- 1964 : Zoo Story
- 1965 : Kärlek 65
- 1966 : Nattlek
- 1967 : Bränt barn
- 1967 : Livet är stenkul
- 1967 : Onkel Vanja (TV)
- 1967 : Roseanna
- 1968 : Fanny Hill
- 1968 : Fordringsägare (TV)
- 1968 : Vindingevals
- 1969 : Bära narrkåpa (TV)
- 1969 : Fröken Julie
- 1969 : Solens barn (TV)
- 1969 : Som natt och dag
- 1970 : Grisjakten
- 1970 : Nana
- 1970 : Röda rummet (TV)
- 1971 : Brother Carl
- 1971 : Faire l'amour... De la pilule à l'ordinateur
- 1973 : Kommer hem och är snäll! (TV)
- 1973 : Kvartetten som sprängdes (TV)
- 1975 : Fru Inger til Østråt
- 1975 : Nisse och Greta (TV)
- 1975 : Ungkarlshotellet
- 1976 : Hallo Baby
- 1977 : Bluff Stop
- 1977 : Min älskade
- 1980 : Blomstrande tider
- 1980 : Dödsdansen (TV)
- 1981 : Babels hus (TV)
- 1983 : Limpan
- 1983 : Svarta fåglar
- 1984 : Rainfox
- 1985 : Wallenberg – historien om en hjälte (TV)
- 1986 : Den frusna leoparden
- 1986 : Hud
- 1987 : I dag är min panik underbarare än Gud
- 1987 : Undanflykten
- 1988 : Fordringsägare
- 1989 : 1939
- 1991 : Las mejores intenciones
- 1991 : Måsar
- 1994 : Betraktelse
- 1995 : Happy Days
- 1995 : Hører du ikke hva jeg sier!
- 1996 : Istider
- 1996 : Nu är pappa trött igen
- 1997 : Kung Lear (TV)
- 1997 : Svenska hjältar
- 1998 : Liv till varje pris
- 1999 : Dödsklockan (TV)
- 2000 : Dykaren
- 2002 : Den 5:e kvinnan (TV)
- 2002 : Svenska slut (TV)
- 2005 : Blodsbröder

### Guionista
- 1974 : Karl XII (TV)
- 1979 : Godnatt, jord (TV)

## Teatro (selección)

### Actor
- 1946 : Över förmåga, de Bjørnstjerne Bjørnson, dirección de Soini Wallenius, Gruppteatern[3]
- 1950 : Ljungby horn, de Frans Hedberg, dirección de Carl-Henrik Fant, Dramaten
- 1950 : Lycklig som Larry, de Donagh MacDonagh, dirección de John Zacharias, Helsingborgs stadsteater[4]
- 1950 : Simon trollkarlen, de Tore Zetterholm, dirección de Ingrid Luterkort, Helsingborgs stadsteater[5]
- 1951 : Hus med dubbel ingång, de Pedro Calderón de la Barca, dirección de John Zacharias, Helsingborgs stadsteater[6]
- 1951 : Lyckliga tid, de Samuel A. Taylor, dirección de Ingrid Luterkort, Helsingborgs stadsteater[7]
- 1952 : Dans under stjärnorna, de Jean Anouilh, dirección de Johan Falck, Norrköping-Linköping stadsteater
- 1953 : Madame, de Walentin Chorell, dirección de Sture Ericson, Norrköping-Linköping stadsteater
- 1953 : Haman, de Walentin Chorell, dirección de Johan Falck, Norrköping-Linköping stadsteater
- 1953 : Peer Gynt, de Henrik Ibsen, dirección de Johan Falck, Norrköping-Linköping stadsteater
- 1953 : Slå nollan till polisen, de Frederick Knott, dirección de Keve Hjelm, Norrköping-Linköping stadsteater[8]
- 1968 : Medea, de Eurípides, dirección de Keve Hjelm, Stockholms stadsteater
- 1975 : Peer Gynt, de Henrik Ibsen, dirección de Fred Hjelm, Stockholms stadsteater
- 1983 : Dödsdansen, de August Strindberg, dirección de Göran Graffman, Dramaten

### Director
- 1949 : Sanningens pärla, de Zacharias Topelius, Dramaten
- 1950 : Vävaren i Bagdad, de Hjalmar Bergman, Helsingborgs stadsteater[9]
- 1952 : Jane, de S. N. Behrman, adaptación de Birgitta Hammar, Norrköping-Linköping stadsteater[10]
- 1952 : The Day’s Mischief, de Lesley Storm, adaptación de Birgitta Hammar, Norrköping-Linköping stadsteater
- 1953 : Crimen perfecto, de Frederick Knott, Norrköping-Linköping stadsteater
- 1968 : Medea, de Eurípides, Stockholms stadsteater
- 1969 : Las tres hermanas, de Antón Chéjov, Dramaten

## Libros
- Hjelm, Keve; Meidal, Hannes (2004).  Carlsson i samarbete med Teaterhögsk., ed. Dionysos och Apollon: tankar om teater. Teaterhögskolans i Stockholm skriftserie, 1652-3393 ; 1 (en sueco). Estocolmo. ISBN 91-7203-592-7.
- Hjelm, Keve (2001). «Mitt första möte med Strindberg».  En Stockholm : Strindbergssällskapet, 1985-, ed. Strindbergiana. 2001 (16),: 23-[31]. ISSN 0282-8006.
- Hjelm, Keve (1985). «Tartuffe-projektet».  En Göteborg : Ord & bild, 1892-, ed. Ord & bild (Print). 1985:4,: 3-22 : ill. ISSN 0030-4492.

## Premios
- 1964, Premio Guldbagge al mejor actor por Kvarteret Korpen
- 1969,  Premio De Wahl del Sindicato Teaterförbundet
- 1975,  Premio Teatral Thaliapris
- 1979,  Premio Guldbagge al mejor director por Godnatt, jord
- 1983,  Premio Gösta Ekman del Sindicato Teaterförbundet
- 1985,  Premio Teatral de la Academia Sueca
- 1988,  Medalla de oro del Sindicato Teaterförbundet
- 1999,  Premio O'Neill